# Cantó de Guilhèstra
El cantó de Guilhèstra és un cantó francès del departament dels Alts Alps, situat al districte de Briançon. Té 9 municipis i el cap és Guilhèstra.

## Municipis
- Celhac
- Aigliers
- Guilhèstra
- Montdaufin
- Reotier
- Risós
- Sant Clamenç sus Durença
- Sant Crespin
- Vars

## Història
| Data d'elecció                           | Identitat             | Partit                      | Qualitat |
| ---------------------------------------- | --------------------- | --------------------------- | -------- |
| 1951-1986                                | Marie François-Bénard | UDSR, després Divers gauche |          |
| 1986-2001                                | Gilbert Domeny        | RPR                         |          |
| 2001-                                    | Marcel Cannat         | Divers droite               |          |
| les dades anteriors no són pas conegudes |                       |                             |          |
|                                          |                       |                             |          |

| 1962  | 1968  | 1975  | 1982  | 1990  | 1999  | 2007  |
| ----- | ----- | ----- | ----- | ----- | ----- | ----- |
| 3.305 | 3.672 | 3.995 | 4.998 | 5.285 | 5.461 | 5.743 |